# (2729) Urumqi
(2729) Urumqi – planetoida z pasa głównego asteroid okrążająca Słońce w ciągu 4 lat i 331 dni w średniej odległości 2,89 j.a. Została odkryta 18 października 1979 roku w Obserwatorium Astronomicznym Zijinshan w Nankinie. Nazwa planetoidy pochodzi od Urumczi, miasta w północno-zachodnich Chinach. Przed nadaniem nazwy planetoida nosiła oznaczenie tymczasowe (2729) 1979 UA2.